# Daewoo Precision Industries K2
O fuzil de assalto Daewoo Precision Industries K2 é o fuzil de serviço padrão dos militares sul-coreanos. Foi desenvolvido pela Agência para o Desenvolvimento de Defesa e fabricado pela SNT Motiv (anteriormente Daewoo Precision Industries) e Dasan Machineries (desde 2016). Disparado no ombro e operado a gás, o K2 é capaz de disparar munições 5,56×45mm NATO e .223 Remington; no entanto, usar .223 Remington só é recomendado para praticar em curtas distâncias.
O K2 suplantou o fuzil de assalto M16A1 como a principal arma de infantaria para os militares sul-coreanos desde sua adoção em 1985, embora o primeiro permaneça em serviço com reservistas.

## Variantes

### XB
Foram feitas pelo menos 6 versões (XB1 a XB6) do protótipo.
- XB6: Projeto selecionado entre o protótipo.
- XB7: Desenvolvimento adicional do XB6.
  - XB7C: Protótipo experimental final. Também conhecido como XK2.

### K2
Variante produzida em massa.
- DR-100: Versão semiautomática de 5,56×45mm NATO para o mercado civil.[6]
- DR-200: Versão semiautomática de .223 Remington para o mercado civil.[6]
- DR-300: Versão semiautomática de 7,62×39mm para o mercado civil.[6]

K2C (C="Carbine"): Versão carabina do fuzil K2 com trilho Picatinny, coronha tipo M4, cano reduzido para 310 mm. As exportações começaram em 2012.
- K2C CQB: Uma variante do K2C proposta pelo fabricante para operações de combate em ambientes confinados, que foi revelada pela primeira vez com o nome "The New K2C-1" no ADEX 2017, e mais tarde renomeada como "K2C CQB" no DX KOREA 2018. Possui um cano de 310 mm e tem alcance de tiro de até 500 metros com coronha tipo Colt SCW, mira retrátil, ângulo do alojamento do carregador modificado horizontalmente, trilhos picatinny integrados e chaves seletoras ambidestras.[10]

### K2C1
(C="Projeto exterior alterado sem melhorias de desempenho", pela Especificação de Defesa Sul-Coreana): Nova variante com trilho acessório quádruplo, trilho óptico Picatinny 1913 completo, um dobrável de seis posições estilo AR-15 e uma coronha dobrável baseada no Magpul. Vem em dois comprimentos de cano, 305 mm e 465 mm. Foi oficialmente colocado em produção em março de 2016 com as primeiras entregas em junho de 2016.

## Operadores
- Camboja: Os K2 foram fornecidos ao 911º Regimento de Forças Especiais em 2012.[16] Os K2C também foram comprados para as forças especiais. 128 K2 foram transferidos de acordo com um relatório de armas de pequeno porte do SIPRI de 2019.[17]
- Equador: Adquirido em 2011.[18]
- Fiji: Adquirido no final dos anos 1980.[19][20]
- Indonésia: 210 fuzis K2 comprados em 2008 e 2011.[17][18] 806 K2 transferidos de acordo com um relatório de armas de pequeno porte do SIPRI de 2019.[17]
- Iraque: K2C usado pelas forças de operações especiais iraquianas Divisão Dourada.[21][3]
- Coreia do Sul: Fuzil padrão das Forças Armadas da Coreia do Sul desde 1985. Utilizado extensivamente pelo contingente sul-coreano na Operação Liberdade Duradoura e na Guerra do Iraque.[2] Um pequeno número de K2Cs foi testado pelo Comando de Guerra Especial do Exército da República da Coreia em 2014, mas não foi adotado pelas forças da Coreia do Sul. Posteriormente, dezenas de milhares de K2C1s foram produzidos em massa em 2015 como parte do plano de modernização de fuzis e introduzidos em unidades da linha de frente a partir de 2016.
- Líbano: Usado pelo Exército Libanês.[22]
- Malawi: Adquiriu 1.100 K2 e 1.000 K2C em 2012.[23][24] 5.200 K2C entregues em 2012-2013. Sabe-se que foram usados por soldados malauianos na Brigada de Intervenção da Força das Nações Unidas.[25]
- México: Adquirido em 2011.[18]
- Nigéria: Foram adquiridos 3.000 em 1984, que foram entregues em 1985.[26][27] Outro lote foi comprado em 1996.[28] Mais 30.000 fuzis foram vendidos em 2006.[29]
- Coreia do Norte: Usado pelas Forças Especiais pelo menos desde a década de 1990.[30] Forças especiais norte-coreanas com uniforme militar camuflado digital de imitação ao estilo sul-coreano e fuzis K2 (cópias locais sem licença) foram relatadas por soldados do Exército da Coreia do Sul durante as trocas de tiros de artilharia entre a Coreia do Norte e a Coreia do Sul na Frente Ocidental em 2015.
- Papua-Nova Guiné: Adquiriu o K2C em 2013.[31]
- Peru: Usado pela Infantería de Marina del Perú.[32]
- Filipinas: Adquiriu o K2C1 em 2019, usado pela Polícia Nacional das Filipinas com base em um contrato de 2018.[33][34]
- Senegal: Adquiriu 100 em 2003.[28][35][36]
- Tailândia: 403 K2 transferidos de acordo com um relatório de armas leves do SIPRI de 2019.[17]
- Nepal: 30.000 fuzis K2C1 comprados da sul-coreana Daewoo Precision Industries em 2022.[37]

### Operadores não estatais
- ISIS: Capturado das tropas iraquianas.[21] Também usado pelo ISEA[38] e vários militantes afiliados ao EI em toda a África.[39]
- Oposição Síria: Visto nas mãos dos rebeldes sírios[40]
- Boko Haram: Visto em capturas do Boko Haram e em uso[41]